# فرازير بارون
فرازير بارون (بالإنجليزية: Fraser Barron)‏ هو طيار نيوزيلندي، ولد في 9 يناير 1921 في دنيدن في نيوزيلندا، وتوفي في 20 مايو 1944 في لو مان في فرنسا. ولد بارون في دنيدن، وكان يعمل ككاتب عندما بدأت الحرب العالمية الثانية. تطوع في RNZAF وتأهل كطيار في أواخر عام 1940. ذهب إلى إنجلترا كرقيب للخدمة مع سلاح الجو الملكي وبعد التدريب على القاذفات الثقيلة تم نشره إلى رقم. سرب 15، قاذفات قاذفات ستيرلينغ القصيرة. أكمل الجولة الأولى للعمليات بحلول أبريل 1942، حيث طار ب 39 مهمة، وبعد ذلك قام بواجبات التعليمات. بدأ جولة ثانية في سبتمبر 1942، هذه المرة مع رقم. السرب السابع، وهو جزء من قوة باثفايندر، يطير بالعديد من المهام لتحديد أهداف القاذفات التالية. حصل بالفعل على ميدالية الطيران المتميزة، التي تم منحها خلال جولته الأولى، وحصل على صليبالطيران المتميز ثم، في ختام جولته الثانية، أمر الخدمة المتميزة (DSO). بعد الوصول الآن إلى رتبة قائد السرب، تبع ذلك فترة أخرى كمدرب. سرعان ما رغب في العودة إلى العمليات ورتب إعادته إلى رقم. السرب السابع. الآن طار قاذفات أفرو لانكستر، طار في عدة مهام أخرى حتى قتل في 20 مايو 1944، عندما تحطمت طائرته وطاقمها في لومان. حصل بعد وفاته على نقابة المحامين في DSO، وهو واحد من أربعة أفراد فقط من RNZAF الذين حصلوا على هذا الشرف خلال الحرب العالمية الثانية